# Uxaque
Uxaque (em turco: Uşak) é uma cidade e distrito da Turquia, capital da província homónima, que faz parte da região do Egeu. O distrito tem 1 655 km² de área e em dezembro de 2021 tinha 260 843 habitantes (densidade: 157,6 hab./km²), dos quais 232 819 na cidade.